# National Center for Women & Information Technology
El National Center for Women & Information Technology (NCWIT) és una organització sense ànim de lucre estatunidenca que es dedica a potenciar la participació significativa de noies i dones a la programació informàtica. Va ser fundada el 2004 per Lucinda Sanders, que actualment també n'és la directora, Telle Whitney i Robert Schnabel. El centre està ubicat a Boulder, a l'ATLAS Institute de la Universitat de Colorado a Boulder.